# Менингоенцефалит
Менингоенцефалит (на латински: Meningoencephalitis) се нарича възпаление едновременно на мозъчната тъкан и мозъчната обвивка на главния и гръбначния мозък. В зависимост от причинителя бива бактериален, вирусен или асептичен. Менингоенцефалитът обикновено възниква в резултат на инфекциозни заболявания и се проявява като един от клиничните признаци на заболяването. Причинителите от инфекциозен характер биват:
- Бактерии – Листериоза, Сифилис.
- Вируси – Западнонилска треска, Кърлежов менингоенцефалит.
- Протозои – Токсоплазмоза